# League of Legends
League of Legends (kurz: LoL oder nur League) ist ein vom US-amerikanischen Riot Games entwickeltes und betriebenes Multiplayer-Online-Battle-Arena-Computerspiel (MOBA), das am 27. Oktober 2009 für Windows und am 1. März 2013 für macOS veröffentlicht wurde. Es erschien als Free-to-play-Titel und wurde zeitweise von etwa 100 Millionen Spielern monatlich gespielt.
Das Spielprinzip ist von Defense of the Ancients inspiriert, einer Mod für Warcraft III. Im klassischen Spielmodus von League of Legends treten zwei Teams aus je fünf Spielern gegeneinander an. Jeder Spieler steuert eine Spielfigur aus der Vogelperspektive über das quadratische Spielfeld und versucht, die eigene Hälfte des Spielfelds zu verteidigen. Ziel des Spiels ist die Zerstörung des sogenannten Nexus innerhalb der gegnerischen Basis in der der eigenen Basis gegenüberliegenden Ecke des Spielfelds. Innerhalb eines etwa 20- bis 50-minütigen Spiels gewinnen die Spielfiguren stetig an Stärke und Ausrüstung dazu.
League of Legends ist eine beliebte Disziplin im E-Sport. Mit einer internationalen Fan- und Spielerszene sowie neun Dachligen und zahlreichen Regionalligen wird das Spiel regelmäßig als weltweit größter E-Sport bezeichnet. Turniere wie die jährlich stattfindende League of Legends World Championship wurden teilweise von über 100 Millionen Zuschauern verfolgt.

## Gameplay

### Spielvorbereitung
Vor Beginn einer Runde werden dem Spieler von einem Matchmaking-System vier Mit- und fünf Gegenspieler zugeteilt. Alternativ können Mitspieler manuell gesucht oder aus der Freundesliste eingeladen werden. Anschließend erfolgt die Champion-Auswahl. Hier wählt jeder Spieler einen aus über 160 Champions aus, eine Spielfigur mit individuellen Fähigkeiten, Stärken und Schwächen. Je nach Spielmodus wählen entweder alle Spieler gleichzeitig oder jeweils abwechselnd pro Team. Im zweiten Modus hat jeder Spieler die Möglichkeit, einen Champion zu sperren, der dann von keinem Team mehr gewählt werden kann. Unabhängig vom gewählten Champion werden zwei Beschwörerzauber gewählt. Zudem kann der eigene Champion mit Runen und diversen Fertigkeitsverbesserungen an die individuelle Spielweise angepasst werden.

### Spielfeld

Schematischer Aufbau des Spielfelds

Das quadratische Spielfeld ist diagonal in zwei annähernd symmetrische Hälften unterteilt, die je einem Team zugeordnet sind. Die Teams beginnen das Spiel an ihrem Nexus, dem Hauptgebäude, an zwei gegenüberliegenden Ecken des Spielfelds. Dazwischen gibt es klassischerweise drei Pfade, im Spieljargon Lanes, die die Basen miteinander verbinden. Entlang der Pfade befinden sich Türme (Towers) desjenigen Teams, auf dessen Spielfeldhälfte sie stehen. Im Gebiet zwischen den Basen und Pfaden, dem „Dschungel“, befinden sich an festen Standorten diverse Nicht-Spieler-Charaktere, die von den Spielern besiegt werden können und im Gegenzug dem Champion oder seinem Team – neben Erfahrungspunkten und Gold – zeitlich beschränkte oder unbeschränkte Verbesserungen gewähren. Das Spielfeld ist nur an Stellen einsehbar, in deren Nähe sich gerade eine verbündete Einheit befindet (vgl. Nebel des Krieges).

### Spielablauf
Ziel des Spiels ist die Zerstörung des gegnerischen Nexus. Dieser wird vom gegnerischen Team sowie von computergesteuerten Einheiten, den Vasallen und Türmen, verteidigt. Die Vasallen werden vom eigenen Nexus in Richtung des gegnerischen Hauptgebäudes entsandt und folgen einem der drei Pfade. Auf ihrem Weg zum gegnerischen Nexus greifen sie jede gegnerische Einheit und jedes gegnerische Gebäude an. Um einen zu schnellen Spielfortschritt zu verhindern, kann der Nexus nicht direkt angegriffen werden. Zuerst müssen auf mindestens einem Pfad alle gegnerischen Türme sowie der Inhibitor, ein weiterer Gebäudetyp nahe dem Nexus, zerstört werden. Anschließend lassen sich die beiden Nexustürme angreifen und nach deren Zerstörung der Nexus.
Durch das Töten von Vasallen, Monstern, gegnerischen Champions und das Zerstören von gegnerischen Türmen gewinnt der eigene Champion Erfahrungspunkte, die im Stufenaufstieg resultieren. Mit höheren Stufen werden sowohl die Grundstärke des gewählten Champions als auch weitere champion-spezifische Fähigkeiten freigeschaltet oder verbessert. Die Stufe eines Champions wird nach Spielende zurückgesetzt, muss also in jeder Runde neu erhöht werden. Zusätzlich gibt es Goldmünzen für den Spieler, der den tödlichen Schlag gegen eine feindliche Einheit landet. Um für einen Ausgleich zwischen beiden Teams zu sorgen, wird auf Spieler, die viele Tötungen und Unterstützungen erzielt haben, ohne in der Zwischenzeit zu sterben, ein Kopfgeld ausgesetzt. Dieses gewährt bei dessen Tod dem erlegenden Spieler zusätzliches Gold. Zudem bekommen alle Spieler permanent geringe Mengen Gold zugeschrieben, welche aber mit fortschreitender Spielzeit immer mehr werden. Mit Gold können Gegenstände wie Rüstung, Angriffsschaden, Fähigkeitsstärke und Heiltränke gekauft werden, die den Champion im Kampf unterstützen.
Ein Spiel dauert – je nach Spielmodus, Karte und Spieleranzahl – ca. 20 bis 55 Minuten, wobei eine Partie auch vorzeitig durch Kapitulation beendet werden kann. Nach 15 Minuten Spielzeit ist eine Kapitulation durch Zustimmung aller Teammitglieder möglich. Nach 20 Minuten Spielzeit reicht eine Zustimmung von vier der fünf Teammitglieder. Gelingt es einem Spieler, sich beispielsweise aufgrund technischer Probleme nicht mit dem Spielserver zu verbinden, ist ein Remake vor der dritten Minute möglich. Dieses wird weder als Sieg noch als Niederlage gewertet; lediglich der nicht verbundene Spieler erhält eine Strafe.

### Spielmodi
League of Legends kann in verschiedenen Spielmodi gespielt werden. Ranglistenspiele werden in einem zentralen System aufgezeichnet. Siege lassen den Spieler in einer Rangliste aufsteigen, Niederlagen absteigen. Die Teilnahme an Ranglistenspielen setzt eine Spielerstufe von 30 sowie eine Mindestanzahl von 20 Champions voraus. In kooperativen Spielen kann der Spieler entweder allein oder als Teil einer Gruppe gegen ein computergesteuertes Team antreten. Bei freien Spielen können manuell individuelle Spielesitzungen erstellt werden, denen andere Spieler über eine Spielliste beitreten können. Der Übungsmodus ermöglicht dem Spieler, seine Fähigkeiten gegen den Computer zu verbessern, und erlaubt eine Aufhebung der Abklingzeit sowie schnellere Lebenspunkte- und Manaregeneration.
Neben der klassischen 5-gegen-5-Karte Kluft der Beschwörer (englisch Summoner's Rift), wurden nach Veröffentlichung des Spiels weitere alternative Karten ergänzt. Beim Spielmodus ARAM (All Random All Mid) in der Heulenden Schlucht wird jedem Spieler ein zufälliger Champion zugewiesen. Anders als in Kluft der Beschwörer gibt es hier nur eine Lane, die durch die Mitte des Spielfelds verläuft. Jeder Spieler beginnt auf Charakterstufe 3, so dass mehr Fähigkeiten ab Spielbeginn zur Verfügung stehen. Eine weitere Variante, Teamfight Tactics, spielt sich als Auto-Battler, eine Form des rundenbasierten Strategiespiels, in dem acht Spieler gegeneinander antreten. Jeder Spieler stellt dabei ein Team aus Champions zusammen, die Runde um Runde gegen die Teams der anderen Spieler kämpfen. Das letzte lebende Team gewinnt das Spiel. Das Spiel wird umfassend durch „Sets“ aktualisiert. Sets bieten den Spielern mehr Anreize, das Spiel zu spielen, indem sie Synergien verändern und neue einführen, verschiedene League-of-Legends-Champions in das Roster aufnehmen sowie neue Saisonpässe anbieten. Set 11 startete im März 2024. Neben diesen Varianten gibt es gelegentlich weitere, temporär verfügbare Spielmodi.

### Champions
Um im Spiel ausgewählt und gespielt werden zu können, müssen Champions zuvor im spieleigenen Shop gekauft werden. Regelmäßig werden Champions zum Spiel hinzugefügt, was mehr Abwechslung ins Spiel bringen soll. Die höchste erreichbare Stufe ist Level 18, wobei die Stufe am Ende einer Runde zurückgesetzt wird. Jeder Champion besitzt fünf Fähigkeiten. Eine davon, die passive Fähigkeit, ist von Spielbeginn an verfügbar und wirkt während des gesamten Spiels. Die anderen vier Fähigkeiten können durch Stufenaufstieg erlernt und verbessert werden. Drei der fünf Fähigkeiten können fünfmal aufgebessert werden, die vierte sogenannte ultimative Fähigkeit dreimal. Einzelne Champions bilden Ausnahmen.
Champions werden ihren individuellen Stärken und Schwächen entsprechend eingesetzt, wodurch sich gewisse Rollen im Team ergeben. Alle Attribute können durch Gegenstände und einige durch Runen verbessert werden. Da es im Spiel grundsätzlich zwei verschiedene Arten von Schaden – physischen und magischen Schaden – gibt, beinhaltet ein ausbalanciertes Team eine entsprechende Champion-Auswahl zur Abdeckung beider Schadensarten. Zudem können einige Champions aus der Entfernung angreifen, andere nur im Nahkampf. Während der Championauswahl kann zu einer Spielfigur ein zuvor erworbener Skin gewählt werden. Dadurch können neben dem Aussehen auch die Animationen und Soundeffekte des Champions angepasst werden.

### Ligasystem
Das Ligasystem löste das Elo-Ranglistensystem ab. Es soll Spielern ermöglichen, mit und gegen etwa gleich starke Spieler anzutreten. Es gibt sieben Ligen mit jeweils vier Divisionen und drei weitere Ligen mit den Meister-, Großmeister- und Herausfordererklassen. Die Ligen sind in aufsteigender Reihenfolge wie folgt benannt: Eisen, Bronze, Silber, Gold, Platin, Smaragd, Diamant, Meister, Großmeister und Herausforderer. Die Ranglistenwertung wird mit sogenannten Ligapunkten (LP) und dem Match-Making-Rating-Algorithmus (MMR) automatisch vorgenommen. Mit jedem siegreichen Ranglistenspiel werden durchschnittlich 20 LP gewonnen, mit jeder Niederlage verloren. Der genaue Betrag wird durch das MMR bestimmt. Inaktivität kann zu einem Verlust von Ligapunkten führen.

## Entwicklung
League of Legends erschien am 27. Oktober 2009 für Microsoft Windows. Es wurde vom Warcraft-III-Mod Defense of the Ancients (DotA) inspiriert. Der Administrator des ehemaligen DotA-Allstars-Forums Steve „Pendragon“ Mescon und der frühere Entwickler von Allstars Steve Feak wurden von Riot Games eingestellt und wirkten an League of Legends mit.
Während Vorbild DotA auf der Basis von Warcraft III als Mod gespielt wurde, gibt es für League of Legends einen eigenen Client. Dies ermöglicht, dass die Spielergebnisse zentral gespeichert werden und entsprechende Statistiken für Spieler einsehbar sind. Der Spielclient setzt unter anderem auf HTML5 und DirectX. Aufgrund diverser Limitierungen ist der Spielclient in mehrere Teilprogramme unterteilt:
- Ein Hintergrunddienst, der für die Kommunikation zwischen den einzelnen Programmteilen sorgt und für den Spieler nicht sichtbar agiert.
- Der LeagueClient dient zur Verwaltung des eigenen Beschwörerprofils, als primäre Spieloberfläche außerhalb einzelner Spielrunden, für den Start und die Organisation einzelner Spielrunden und ist für Aktualisierungen zuständig.
- Der eigentliche Spielclient kann nicht direkt aufgerufen werden und ist für den eigentlichen Spielablauf und dessen Präsentation innerhalb einer Spielrunde verantwortlich.

Der Spielclient enthält nicht alle notwendigen Daten und Programmroutinen, um eigenständig Spielrunden zu hosten. Spieler können zwar eigene Spiele beziehungsweise Räume erstellen, diese sind jedoch auf eine dauerhafte Internetverbindung zu den Spielservern angewiesen. Spielen ohne Netzwerkverbindung oder vorherige Anmeldung ist nicht möglich.
Das Spiel erhält etwa alle zwei Wochen Updates, die neue Champions, Grafik-, Inhalts- und Balance-Änderungen mit sich bringen. Größere Änderungen, bspw. ein neues Design der Karte, gibt es meist nur zu Beginn und Mitte einer Season.
Ab Oktober 2010 führte Riot Games einen begrenzten Beta-Test mit einem nativen Client für macOS durch, dessen Entwicklung im September 2011 vorerst eingestellt wurde, nachdem dieser nicht die gestellten Erwartungen erfüllte und nur unzureichend mit den häufigen Aktualisierungen des Spiels mithalten konnte. Seit dem 1. März 2013 ist eine offizielle Beta-Version für macOS verfügbar.

## Monetarisierung
League of Legends besitzt zwei unterschiedliche Währungen, mit denen neue Champions, Skins und weitere Extras gekauft werden können. Während Blaue Essenzen (BE) durch gespielte Partien verdient werden können, ist der Erwerb von Riot Points (RP) nur mit echtem Geld möglich. Während die meisten Artikel nur mit Riot Points zu erwerben sind, lassen sich andere auch im Spiel verdienen. Zur Erstveröffentlichung wurde ein Collector’s Pack als Einzelhandelsversion vertrieben, die einen Freischaltcode für Bonus-Inhalte enthielt.

## E-Sport
League of Legends ist seit Veröffentlichung eine beliebte Disziplin im E-Sport. Seit 2011 finden jährlich zum Ende einer Season die League of Legends World Championship statt. Des Weiteren findet seit 2015 das Mid Season Invitational (MSI) statt. Im E-Sport wird, bis auf wenige Show-Matches, auf der Kluft der Beschwörer gespielt.

### Season 1–5

Finale der League of Legends World Championship 2015 in der Mercedes-Benz-Arena in Berlin

Die ersten World Championships wurde im Juni 2011 im Rahmen der DreamHack in Schweden ausgetragen. Insgesamt wurden 100.000 US-Dollar Preisgeld ausgezahlt. Das europäische Team Fnatic setzte sich gegen Teams aus Europa, den USA und Asien durch und erhielt 50.000 US-Dollar Preisgeld. Über 1,6 Millionen Zuschauer sahen die Online-Übertragung der Veranstaltung, mit einem Spitzenwert von mehr als 210.000 gleichzeitigen Zuschauern eines Halbfinalspiels. In Season 2 wurden 5 Millionen Dollar Preisgeld ausgeschüttet. Davon gingen 2 Millionen an Riot-Partner, wie IGN als Veranstalter und andere E-Sports-Verbände. Weitere 2 Millionen gingen an die Teilnehmer der Season 2 World Championships. Im Finale triumphierte das taiwanische Team Taipei Assassins (TPA) über das südkoreanische Team Azubu Frost mit 3-zu-1. TPA erhielt eine Million US-Dollar Preisgeld. Mit Season 3 wurde von Riot die League Championship Series (LCS) eingeführt. Die Season 3 World Championships fand im Herbst 2013 in Los Angeles statt. SK Telecom T1 bezwang im Finale das Team Royal Club mit 3:0 und gewann eine Million US-Dollar Preisgeld.
In der vierten Saison führte Riot die Liga Challenger Series ein. Sie dient als Brücke in die LCS beziehungsweise als Auffang-Liga für Teams, die sich nicht für den jeweiligen Split qualifiziert haben und stellt damit die zweithöchste Spielklasse nach der LCS dar. Zur Qualifikation für die Challenger Series muss das Team zur Qualifikationszeit unter den besten 20 Teams der jeweiligen Region sein. Am 11. Mai 2014 gewann der Vorjahressieger SK Telecom T1 das Finale des Allstar-Invitationals gegen OMG mit 3:0. Im Finale der Season 4 World Championships am 19. Oktober 2014 in Seoul gewann das Team Samsung White mit 3:1 gegen Star Horn Royal Club. Fnatic gewann sowohl den Spring Split als auch den Summer Split in Europa, während in Nordamerika Team SoloMid den Spring Split und ihre Rivalen Counter Logic Gaming den Summer Split für sich entscheiden konnten. In dieser Saison wurde das Regelwerk in Bezug auf die Qualifikation für die 2015 World Championships angepasst; die Änderung bedeutete die Einführung sog. Championship Points, die fortan über die Qualifikation zur World Championship entscheiden. Championship Points werden in beiden Splits gesammelt, sodass die gesamte Saison – statt wie bisher bloß die Schlussplatzierung im Summer Split - für die Teilnahme an der Weltmeisterschaft von Bedeutung ist. Die Season 5 World Championship wurde am 31. Oktober 2015 von SK Telecom T1 in der Mercedes-Benz-Arena in Berlin gewonnen.

### Season 6–14
Zum ersten Mal konnte in Season 6 der Vorjahressieger, in diesem Fall SK Telecom T1, den Weltmeistertitel 3:2 gegen Samsung Galaxy verteidigen. Das Turnier fand in Nordamerika statt und das Finale im Staples Center (Los Angeles). Das Mid-Season Invitational (MSI) 2017 fand in Brasilien statt. Im Finale besiegte das koreanische Team SKT das europäische Team G2 mit 3:1. Das Team Samsung Galaxy (SSG) gewann das Finale im November 2017 gegen SK Telecom T1 (SKT) mit 3:0. Das Turnier fand 2017 in China statt, das Finale wurde im Nationalstadion Peking ausgetragen. Das MSI 2018 fand in Europa statt, das Finale in Paris. Hier besiegte das chinesische Team Royal Never Give Up (RNG) das koreanische Team Kingzone DragonX (KZ) mit 3:1. Bei den Worlds gewann Invictus Gaming als erstes chinesisches Team das Finale im November 2018 gegen Fnatic mit 3:0. Das Turnier fand 2018 in Südkorea statt und war das erste Turnier seit Season 1, in dem kein koreanisches Team im Finale stand. Ebenfalls stand Fnatic als erstes westliches Team seit Season 1 im Finale.
Beim MSI 2019 in Vietnam und Taiwan gewann das europäische Team G2 Esports 3:0 gegen das nordamerikanische Team Liquid. Im Finale der Weltmeisterschaft in Paris standen sich zum zweiten Mal in Folge FunPlus Phoenix (FPX) und G2 Esports gegenüber. FunPlus Phoenix setzte sich mit 3:0 durch. 2020 fiel das Mid-Season Invitational (MSI) infolge der Corona-Pandemie aus. Trotz Corona-Pandemie fand jedoch die Weltmeisterschaft 2020 in Shanghai statt, jedoch offline (ohne Publikum). Im Finale standen sich das chinesische Team Suning Gaming und das südkoreanische Team DAMWON Gaming (DWG) gegenüber. DAMWON gewann 3:1. MVP des Turniers wurde Canyon, der Jungler von DWG. Das Mid-Season Invitational 2021 fand in Island statt. Hierbei gewann das chinesische Team Royal Never Give Up (RNG) im Finale 3:2 gegen das südkoreanische Team DWG Kia (DK, ehemals DAMWON Gaming). Auch die Worlds 2021 fanden in Island statt. Dabei gewann das chinesische 1st Seed-Team Edward Gaming (EDG) gegen Damwon Kia (DK) mit 3:2. Im Jahr 2022 wurde das Mid-Season Invitational erstmals in Südkorea ausgetragen. Das Finale konnte hier vom chinesischen Meister Royal Never Give Up (RNG) gegen T1 mit 3.2 gewonnen werden. Die folgende Weltmeisterschaft wurde in den Vereinigten Staaten und Mexiko ausgetragen; im rein koreanischen Finale sicherte sich DRX den Titel gegen T1. Das Mid-Season Invitational 2023 wurde im Vereinigten Königreich ausgetragen und im rein chinesischen Finale von JD Gaming (JDG) mit 3:1 gegen Bilibili Gaming (BLG) gewonnen. Die in Südkorea ausgetragene Weltmeisterschaft 2023 gewann das koranische Team T1 mit 3:0 gegen das chinesische Team Weibo Gaming (WBG / ehemals Suning). 2024 kehrte das Mid-Season Invitational erstmals in ein früheres Austragungsland zurück, nämlich nach China. Den Titel gewann der koreanische Meister Gen.G mit 3:1 gegen den chinesischen Meister Bilibili Gaming (BLG). Die Weltmeisterschaft 2024 wurde in Europa ausgetragen, mit Veranstaltungen in Deutschland, Frankreich und dem Vereinigten Königreich. Das Finale fand in der O2-Arena in London statt, wo das koreanische Team T1 seinen Titel aus dem Vorjahr erfolgreich mit 3:2 gegen das chinesische Team Bilibili Gaming (BLG) verteidigte.

## Rezeption
Das Spiel zählte im Oktober 2012 über 70 Millionen Spielerkonten. 2013 brachte das Spiel dem Publisher rund 624 Millionen US-Dollar ein. Eine Schätzung von 2019 ergab, dass ca. 80 Millionen Spieler mindestens einmal im Monat League of Legends spielen.

### Kritiken
Das Spiel erhielt meist positive Kritiken. Es hat ein IGN-Rating von 9,2/10 und ein PC Magazine-Rating von 4,5/5. Die meisten Kritiken des Spiels sind bereits mehrere Jahre alt und das Spiel wurde seither weiterentwickelt. Bleibende Kritikpunkte sind jedoch einzelne „überstarke“ (englisch overpowered) Champions und verhältnismäßig hohe Preise im Shop.

### Auszeichnungen
Das Spiel hat mehrere Auszeichnungen gewonnen, darunter:
- IGN Readers Choice Award:
  - PC Best Multiplayer Game 2009
  - PC Best Strategy Game 2009
- MMO Game of the Year 2009, NeoGAF Games of the Year Award
- PC Game of the Year 2009, Gamespy Gamers Choice Award
- Game Developers Choice Online Award:[33]
  - Audience Award 2010
  - Best New Online Game 2010
  - Best Online Game Design 2010
  - Best Online Technology 2010
  - Best Online Visual Arts 2010
- Online Game of the Year 2010, Golden Joystick Award[34]
- Sports Emmy Award for Outstanding Live Graphic Design 2018[35]
- The Game Awards:
  - Best Esports Game 2019
  - Best Esports Game 2020
  - Best Esports Game 2021

### Flaming
Kritisiert wird seit langem, dass viele Spieler sich toxisch und rücksichtslos verhalten und andere Mitspieler schon wegen für Außenstehende gering erscheinenden Fehlern beschimpfen (vgl. Flame). Beleidigungen, destruktives Spielverhalten – zum Beispiel das Verlassen des laufenden Spiels oder auch das absichtliche Sterbenlassen des Charakters, um die Gegner mit Gold und Erfahrungspunkten zu „füttern“ – und sogar Morddrohungen gegen andere Spieler sind keine Seltenheit. Ein Lösungsansatz für das Problem findet sich in Online-Mitspielerbörsen von Drittanbietern.

## Ableger
Zum 10-jährigen Jubiläum von League of Legends im Oktober 2019 kündigte Riot Games mehrere Spiele und mobile Ableger mit League-of-Legends-Lizenz an. Im Juni 2019 erschien der Teamfight-Tactics-Modus als eigenes Auto-Battler-Spiel für Android und iOS mit Crossplay-Funktionalität zwischen den mobilen Plattformen und der PC-Version. Im April 2020 ist mit Legends of Runeterra ein Online-Sammelkartenspiel mit Free-to-play-Modell für Windows, iOS und Android erschienen. Der mobile Ableger des Originalspiels erschien im Oktober 2020 mit League of Legends: Wild Rift für iOS und Android. Partien laufen wesentlich schneller ab, als in der PC-Version. Inhalte daraus lassen sich nicht übertragen. Im November 2021 erschien das rundenbasierte Einzelspieler-Rollenspiel Ruined King: A League of Legends Story für Windows, PlayStation 4, PlayStation 5, Xbox One, Xbox Series und Nintendo Switch von Entwickler Airship Syndicate. Ende 2020 kündigte Riot Games ein Massively Multiplayer Online Role-Playing Game im League-of-Legends-Universum an. Ein Veröffentlichungsdatum wurde nicht genannt. Das Adventure Song Of Nunu: A League of Legends Story von Entwickler Tequila Works (Rime) sollte ursprünglich 2022 für PC, PlayStation 4, PlayStation 5, Xbox One, Xbox Series und Nintendo Switch erscheinen. Der Veröffentlichungstermin wurde später in das vierte Quartal 2023 verschoben.

## Mediale Verarbeitung

### Musik
Der YouTube-Kanal von League of Legends hat mehrere Songs zu dem Spiel veröffentlicht, die sich einzelnen Champions in animierten Musikvideos widmen und teilweise mehrere Hundert Millionen Aufrufe haben, es in mehrere Charts schafften und zusammen mit bekannten Musikern aufgenommen worden sind. Außerdem werden einige Songs für das Marketing für neue Änderungen im Spiel erschaffen. So wurde beispielsweise in dem Song Pop/Stars eine fiktive K-Pop-Gruppe namens K/DA bestehend aus den Champions Ahri, Akali, Evelynn und Kai'Sa gezeigt, um neue Skins zu präsentieren. Bekannte Songs sind unter anderem:
- Get Jinxed (v. Djerv)
- Pop/Stars (feat. Madison Beer, (G)I-DLE und Jaira Burns, US: Platin)[51]
- Awaken (feat. Valerie Broussard) Animiertes Video zur Saison 2019
- Warriors (feat. 2WEI und Edda Hayes) Animiertes Video zur Saison 2020
- The Call (feat. 2WEI, Louis Leibfried und Edda Hayes) Animiertes Video zur Saison 2021
- Warriors (feat. Imagine Dragons) im Rahmen der League of Legends Championship Series 2014
- Worlds Collide (feat. Nicki Taylor) im Rahmen der League of Legends World Championship 2015
- Ignite (feat. Zedd) im Rahmen der League of Legends World Championship 2016
- Legends Never Die (feat. Against the Current/Alan Walker) und Hero:Worlds Remix im Rahmen der League of Legends World Championship 2017 (US: Gold, UK: Silber)
- Rise (feat. The Glitch Mob, Mako und The World Alive) im Rahmen der League of Legends World Championship 2018; Remixversion von BOBBY von iKON (US: Gold)
- Phoenix (feat. Cailin Russo und Chrissy Costanza) im Rahmen der League of Legends World Championship 2019
- Take Over (feat. Jeremy McKinnon, MAX und Henry) im Rahmen der League of Legends World Championship 2020
- Burn It All Down (feat. PVRIS) im Rahmen der League of Legends World Championship 2021
- Star Walkin’ (Lil Nas X) im Rahmen der League of Legends World Championship 2022[52]
- Gods (NewJeans) im Rahmen der League of Legends World Championship 2023[53]
- Heavy Is the Crown (Linkin Park) im Rahmen der League of Legends World Championship 2024
- Enemy (Imagine Dragons und JID); Offizielles Musikvideo zum Titelsong aus der League-of-Legends-Serie Arcane (DE: Gold, AT: Platin, UK: Platin, US: ×2Doppelplatin )
- As We Fall
- Pentakill: Mortal Reminder
- The Curse of the Sad Mummy
- Burning Bright
- True Damage – Giants (mit Becky G, Keke Palmer, Jeon So-yeon, DUCKWRTH, Thutmose)
- The Baddest (mit Wolftyler, (G) I–DLE, Bea Miller)
- More (Madison Beer, (G)I-DLE, Lexie Liu, Jaira Burns und Seraphine, US: Gold)

Mit der EP All Out konnten K/DA 2020 eine Platzierung in den US-Albumcharts erreichen.

### Animationsserie
Zum zehnjährigen Jubiläum von League of Legends kündigte Riot Games die Animationsserie Arcane für das Jahr 2020 an. Die Handlung spielt im utopischen Piltover und dem unterdrückten Zaun und fokussiert sich auf die Ursprünge der beiden Champions Jinx und Vi, die durch das Streben nach Macht entzweit werden.

### Streaming
Im Jahr 2019 konnte das Spiel auf der Streaming-Plattform Twitch über 6,5 Milliarden Zuschauer weltweit verzeichnen, ein Allzeitrekord der Plattform.

### Kurzgeschichten
Mit der Veröffentlichung neuer Champions werden gleichzeitig auch Hintergründe sowie Kurzgeschichten verfasst, um den Charakteren Leben einzuhauchen. Veröffentlicht werden diese auf einer eigenen Webseite.

### Bücher
Bislang wurden drei Bücher publiziert, die Geschichten in der Welt von League of Legends erzählen. „League of Legends: Reiche von Runeterra“ ist eine Enzyklopädie, die von Riot Games am 5. November 2019 auf Englisch und am 2. Juni 2020 auf Deutsch veröffentlicht wurde. Sie fokussiert sich primär auf die Geschichte der Welt von League of Legends, erklärt die einzelnen Regionen und führt mehrere Charaktere in Form von Kurzgeschichten ein. Am 5. Dezember 2020 kam „Garen: Erster Schild“ heraus, das die Geschichte von Garen Kronwacht, eines königlichen Leibwächters am Hof des Landes Demacia beleuchtet, verfasst von Anthony Reynolds. Vom selben Autor erschien am 6. September 2022 „Ruination: Ein League-of-Legends-Roman“, eine Geschichte über die Generalin Kalista, die die Zerstörungswut ihres neuerdings zum König gekrönten Onkels Viego eindämmen will.